# Bruny Island
Bruny Island ist eine Insel, die südöstlich von Tasmanien, Australien, liegt und von der Hauptinsel durch den D’Entrecasteaux-Kanal getrennt wird. Sowohl der Kanal als auch die Insel sind nach dem französischen Entdecker Joseph Bruny d’Entrecasteaux benannt. 1918 wurde die Schreibweise „Bruni“ in „Bruny“ geändert.

## Geografie
Bruny Island besteht aus zwei Inseln, Nord- und Süd-Bruny, die nur durch einen Tombolo – bezeichnet als „The Neck“ („Der Hals“) – verbunden sind. Die Insel hat eine Fläche von 362 km². Höchste Erhebung ist der Mt. Mangana mit 571 m. Die Insel hat ca. 600 Einwohner – das sind 1,6 Einwohner pro Quadratkilometer. In der Touristensaison kommen allerdings bis zu 10.000 Touristen hinzu.
Der südlichste Teil der Insel wird vom South-Bruny-Nationalpark eingenommen. Besonders bekannt gemacht haben Bruny Island die dort lebenden Albino-Wallabys (kleine Arten von Kängurus), die sich auf Grund von fehlenden natürlichen Feinden auf Teilen der Insel stark vermehrt haben. Die Insel ist mit Weiden und großen Flächen von Eukalyptus-Trockenwald bedeckt, die außerhalb des Nationalparks auch der Holzwirtschaft dienen. Die zum offenen Meer (Tasmansee) zugewandte Seite der Insel hat neben einigen kleineren zwei lange Sandstrände in den Buchten Adventure Bay (12+4 km lang) und Cloudy Bay (etwa 6 km). Die übrige Küstenlinie ist eher schroff mit Doleritfelsen von bis zu 200 Metern Höhe. Sie zählt damit zu den höchsten Klippen Australiens. Die dem Festland zugewandte Seite ist von den Einflüssen der Hochsee weitgehend geschützt und beliebt bei Anglern und Seglern.
Die Insel kann nur über eine Autofähre von Kettering aus erreicht werden, die seit 1954 vom tasmanischen Bundesstaat betrieben wird. Derzeit wird dafür das Schiff Mirambeena eingesetzt, das von einem Voith-Schneider-Propeller angetrieben wird. Die Fährverbindung geht vom Fährterminal Kettering ab und endet nach etwa zwei nautischen Meilen im Maurice Dillon Terminal, unweit Roberts Point auf Bruny Island.

## Geschichte
Die Insel war zunächst von Tasmaniern bewohnt, die sie Lunawanna-allonah nannten, eine Bezeichnung, die in zwei Ortsnamen auf der Insel, Alonnah und Lunawanna, fortlebt. Zusammen mit Adventure Bay sind das die Hauptorte der Südinsel.
Bereits Abel Tasman versuchte im November 1642, auf der Insel zu landen. Tobias Furneaux ging hier 1773 an Land und gab der Adventure Bay ihren Namen. Im Jahre 1777 folgte dann James Cook, der hier seine Initialen in einen Baum schnitzte, der erst 1905 bei einem Buschfeuer zerstört wurde. Auch William Bligh ankerte hier vier Mal, unter anderem auch Ende August 1788 mit der Bounty, unmittelbar vor der berühmten Meuterei. Aber erst Bruni d'Entrecasteaux wies 1792 nach, dass es sich um eine eigene Insel handelte und nicht um einen Teil Tasmaniens. Nicolas Baudin benutzte Barnes Bay als Basis für seine Erforschung des D’Entrecasteaux-Kanals und Südtasmaniens im Jahre 1802.
Wichtiges Zeugnis aus der Seefahrtsgeschichte der Insel ist der Leuchtturm von Cape Bruny, der 1838 von Sträflingen gebaut wurde. Er war der am längsten betriebene Leuchtturm Australiens und ist heute ein Kulturdenkmal das der Verwaltung des South Bruny National Park untersteht.
Politisch gehört die Insel heute zusammen mit der auf Tasmanien gelegenen Ortschaft Kettering zum Kingborough Council. Von Kettering aus gelangt man per Fähre in 15 Minuten nach Roberts Point im Norden von Bruny Island. Nur die Hauptstraße der Insel ist asphaltiert.

## Wirtschaft
Hauptwirtschaftszweig ist heute der Tourismus. Die Insel zählt sowohl zahlreiche Sommergäste als auch die Wochenendhäuser von Bürgern aus Hobart. Die Strände und Gewässer der Insel sind für Schwimmen, Surfen und Segeln beliebt. Der d'Entrecasteaux Channel bietet ein vom Pazifischen Ozean abgeschirmtes Seegebiet. Bruny selbst verfügt über ausgezeichnete Ankerplätze, unter anderem in Barnes Bay, Simmonds Bay, Missionary Bay und Little Taylors Bay.
In Bruny Island gibt es den südlichsten Pub Australiens mit einer Ausschanklizenz für Alkohol. Außerdem liegt hier das südlichste australische Weinanbaugebiet (Bruny Island Premium Wines) in Lunawanna.

## Bilder

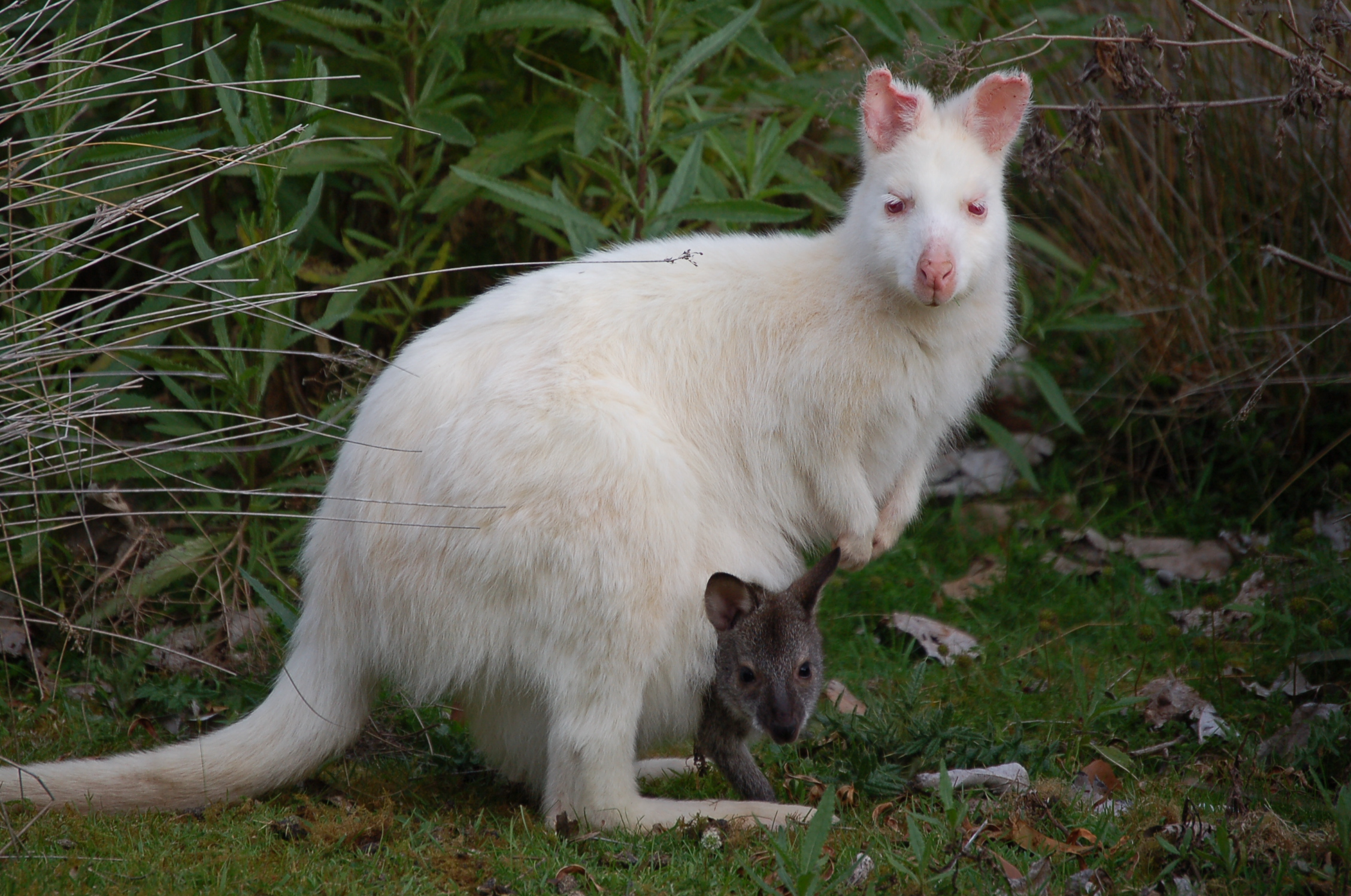
Albino Wallaby in Adventure Bay
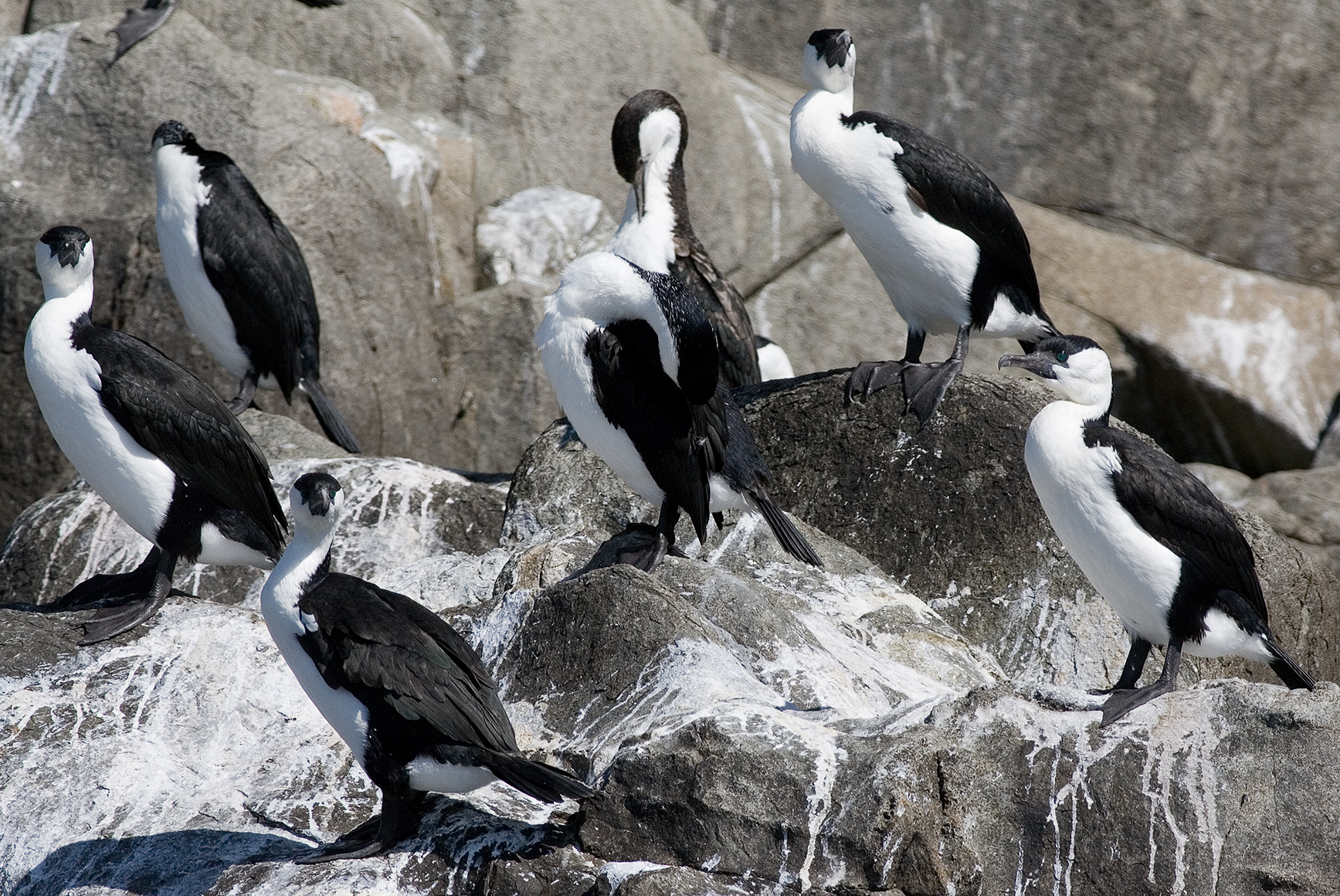
Schwarzgesichtscharben
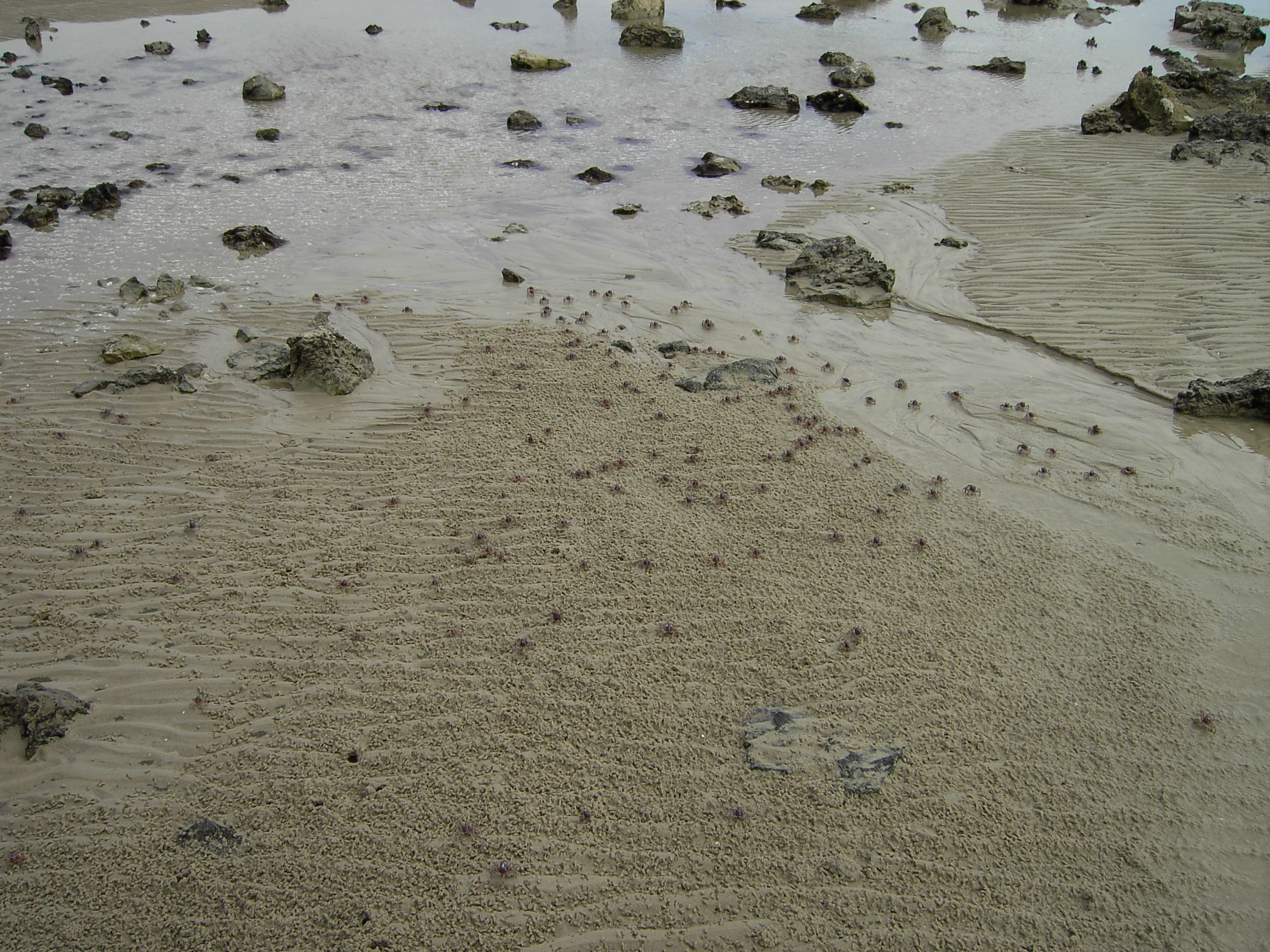
Mictyris / „Soldier crabs“ am Strand
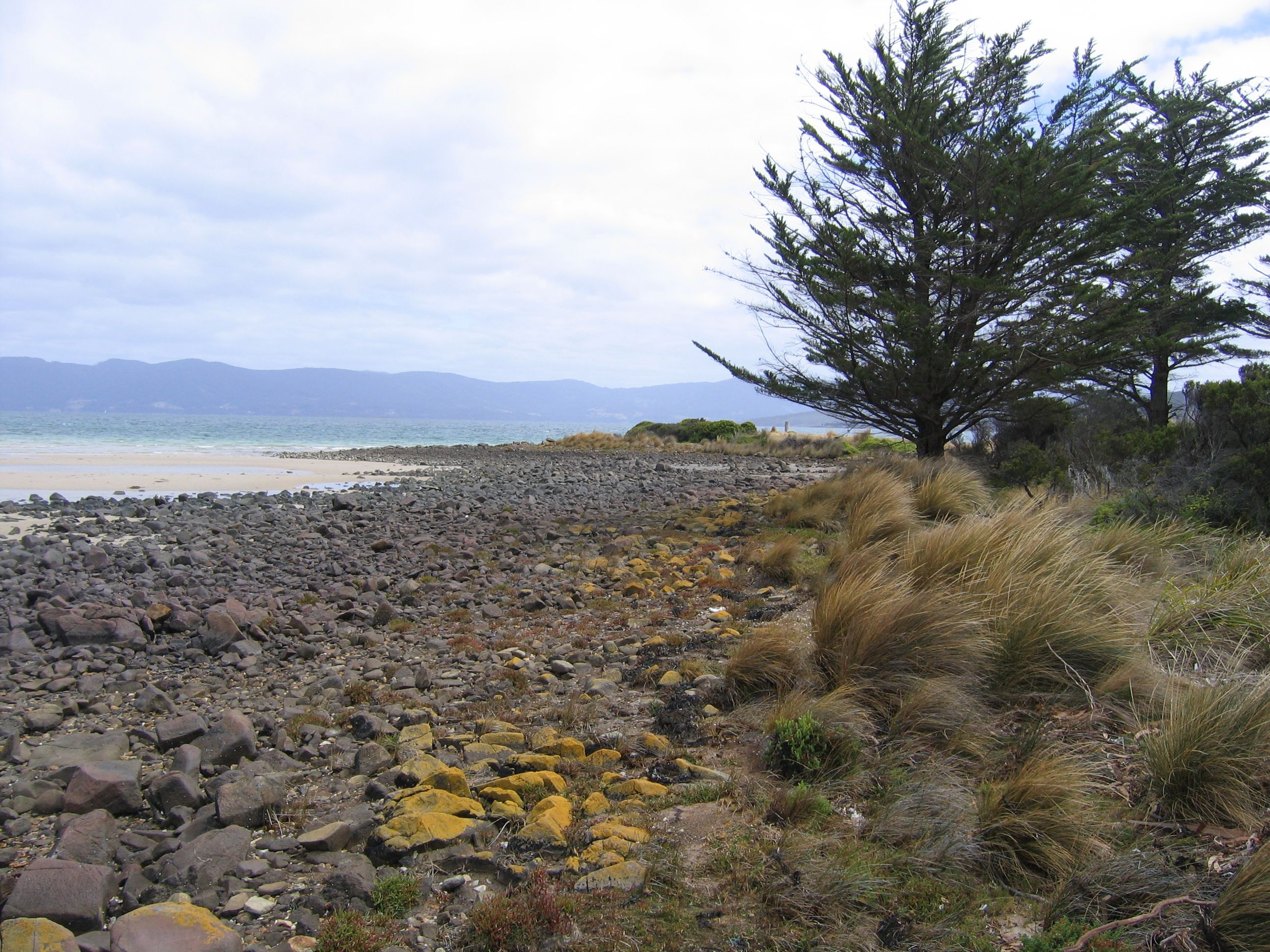
Strand an der Ostseite der Insel am D’Entrecasteaux-Kanal
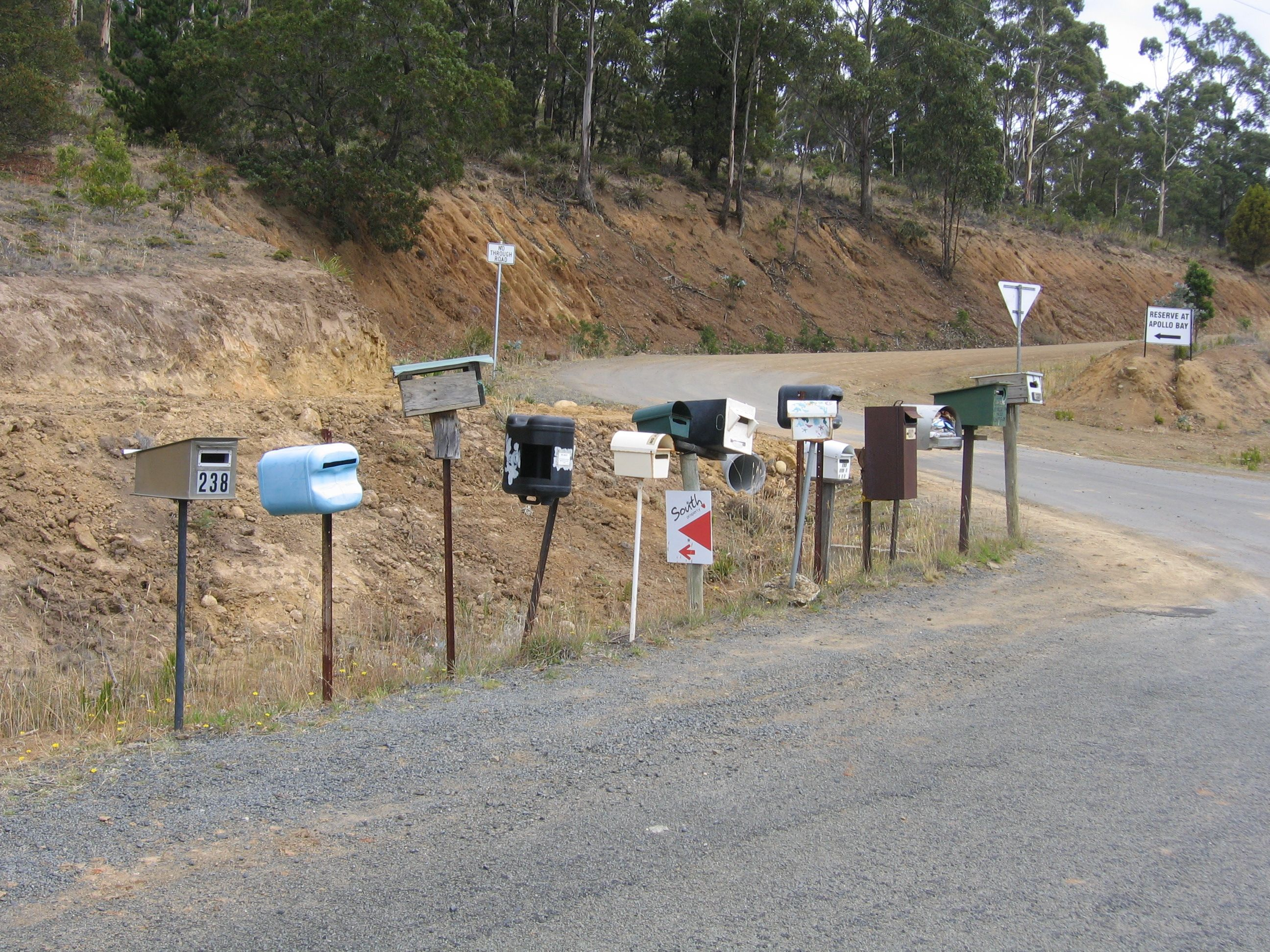
Wegen der dünnen Besiedlung der Insel kann der Postbote nicht zu jedem Haus kommen: Briefkastensammlung an der Hauptstraße